# يان ميلر (لاعب كرة سلة)
يان ميلر (28 سبتمبر 1991 بتشارلوت في الولايات المتحدة - ) (بالإنجليزية: Ian Miller)‏ هو لاعب كرة سلة أمريكي في مركز مدافع مسدد الهدف. لعب مع مين ريد كلوز.

## وصلات خارجية
- يان ميلر على موقع كرة السلة الأوروبية.كوم (الإنجليزية)
- يان ميلر على موقع كلية كرة السلة في سبورتس رفرنس.كوم (الإنجليزية)
- يان ميلر على موقع ريلجم (الإنجليزية)
- يان ميلر على موقع بروبوليرز (الإنجليزية)
- يان ميلر على موقع سبورتس رفرنس (الإنجليزية)